# Ajuntament de Maó
L'Ajuntament o Casa Consistorial de Maó és l'administració de primer nivell que governa la ciutat i el municipi de Maó.

## Història
Es va construir en el mateix espai on encara és avui, l'any 1613; trobam els seus antecedents en un edifici del carrer Nou, on estava radicada la Universitat de Maó, és a dir, l'Administració local d'aquella època.
L'any 1613 es va traslladar a la plaça de la Conquesta. El rellotge és de l'any 1731, d'origen anglès. Devers el 1789, l'edifici va ser reformat i de l'anterior només queda el soterrani. Aquesta reforma es basa en la decoració barroca d'influència francesa, segons el projecte de l'enginyer Francisco Fernández de Angulo. A l'interior destaquen el Saló Noble i la Galeria de Menorquins Il·lustres.
El destí actual és l'Ajuntament de Maó i hi ha les oficines administratives.

## Govern
Des de les eleccions del 2019 el batle de l'Ajuntament de Maó és Héctor Pons Riudavets (PSIB-PSOE), essent els seus predecessors des de l'arribada de la democràcia:
- Conxa Juanola Pons (Ara Maó; 2015-2019)
- Águeda Reynés Calvache (PP; 2011-2015)
- Vicenç Tur Martí (PSIB-PSOE; 2008-2011)
- Arturo Bagur Mercadal (PSIB-PSOE; 1993-2008)
- Borja Carreras-Moysi (PSIB-PSOE; 1983-1993)
- Ramón Homs Ginés (UCD; 1979-1983)